# Seznam turških generalov
Seznam turških generalov.

## A
- Hulusi Akar
- Eşref Akıncı
- Halit Akmansü (Dadaylı Halit Bey)
- Celal Alkoç
- Fahrettin Altay
- Kemal Atatürk
- Muhittin Akyüz

## B
- Nurettin Baransel
- İlker Başbuğ
- Refet Bele
- Yaşar Büyükanıt

## C
- Cemil Conk

## Ç
- (Mustafa) Fevzi Çakmak
- Mümtaz Çeçen
- Cevat Çobanlı

## D
- Ahmet Derviş (Derviş Bey/Derviş Pasha)
- Mehmet Fuat Doğu
- Ümit Dündar
- Džemal-paša

## E
Naci Eldeniz - Enver paša - Esad-paša - Ethem Erdagi - Rüştü Erdelhun - Şefik Erensü - Nurettin Ersin --- Kenan Evren (1917-2015) 

## F
Ali Fuad-bej

## G
Yaşar Guler - Ragıp Gümüşpala - Metin Gürak - Doğan Güreş - Cemal Gürsel - Faruk Gürler - Abdurrahman Nafiz Gürman

## I
İsmet İnönü

## K
İsmail Hakkı Karadayı - Nazif Kayacık - Nuri Killigil - Hüseyin Kıvrıkoğlu - Osman Nuri Koptagel - Işık Koşaner

## M
Feyzi Mengüç

## N
Nureddin Pasha

## O
Salih Omurtak - Kâzım Orbay

## Ö
Necdet Özel - Hilmi Özkök - Necdet Öztorun

## R
Rüştü Pasha

## S
Ali İhsan Sâbis - Süleyman Sabri Pasha - Rüştü Sakarya - Ali Haydar Saltık - Semih Sancar - Kâzım Sevüktekin - Cevdet Sunay

## T
Memduh Tağmaç - Necip Torumtay - Refik Tulga - Hakkı Tunaboylu - Cemal Tural - Faik Türün

## U
Münip Uzsoy - 

## Ü
Necdet Üruğ

## Y
Kemal Yamak - Nuri Yamut - Ahmet Refik Yılmaz

## Z
- Zeki-paša